# Samuele Battistella
Samuele Battistella (Castelfranco Veneto, 14 november 1998) is een Italiaans wielrenner die anno 2025 rijdt voor EF Education-EasyPost.

## Carrière
Battistella won in 2019 de Ronde van Belvedere en de Ronde van Limpopo. In september won hij het wereldkampioenschap bij de beloften nadat Nils Eekhoff werd gediskwalificeerd wegens stayeren.
In 2022 was het debuut van Battistella in de Ronde van Frankrijk voorzien. Twee dagen voor de start testte de Italiaan echter positief op COVID-19. Battistella werd daarop vervangen door debutant Aljaksandr Raboesjenka.

## Belangrijkste overwinningen
2019
Ronde van Belvedere
3e etappe Ronde van Limpopo
Eind-, berg- en jongerenklassement Ronde van Limpopo
 Wereldkampioen op de weg, Beloften
2021
Veneto Classic

### Resultaten in voornaamste wedstrijden
| Jaar | Ronde van Italië | Ronde van Frankrijk | Ronde van Spanje |
| ---- | ---------------- | ------------------- | ---------------- |
| 2020 |                  |                     |                  |
| 2021 | 82e              |                     |                  |
| 2022 |                  |                     | opgave           |
| 2023 | opgave           |                     | 121e             |
| 2024 |                  |                     |                  |
| 2025 |                  |                     |                  |

| Jaar | Milaan-San Remo | Gent-Wevelgem | Ronde van Vlaanderen | Amstel Gold Race | Luik-Bast.‑Luik | Ronde van Lombardije | Waalse Pijl | Clásica San Sebastián |  | WK op de weg |
| ---- | --------------- | ------------- | -------------------- | ---------------- | --------------- | -------------------- | ----------- | --------------------- |  | ------------ |
| 2020 |                 | 61e           | opgave               |                  | 67e             |                      | 114e        |                       |  |              |
| 2021 |                 |               |                      | opgave           |                 | opgave               | opgave      |                       |  |              |
| 2022 |                 |               |                      | opgave           |                 | opgave               |             |                       |  | 85e          |
| 2023 |                 |               |                      | 54e              |                 | opgave               | 105e        |                       |  |              |
| 2024 | 22e             |               |                      | 53e              |                 | opgave               | opgave      |                       |  |              |
| 2025 |                 |               |                      | 70e              | 90e             |                      | opgave      | 80e                   |  |              |

## Ploegen
- 2019 –  Dimension Data for Qhubeka Continental Team
- 2020 –  NTT Pro Cycling
- 2021 –  Astana-Premier Tech
- 2022 –  Astana Qazaqstan
- 2023 –  Astana Qazaqstan
- 2024 –  Astana Qazaqstan
- 2025 –  EF Education-EasyPost

Barbero · Battistella · Boasson Hagen · Campenaerts · Carbel · De Bod · Dlamini · Dyball · Gasparotto · Gebreigzabhier · Gibbons · Gogl · Iribe · Janse van Rensburg · King · Kreuziger · Mäder · Meintjes · Nizzolo  · O'Connor · Pozzovivo · Sobrero · Stokbro · Sunderland · Thomson · Tiller · Valgren · Walscheid · Wyss
Aranburu · Battistella · Boaro · Broesenski · Contreras · de Bod · Fjodorov · Felline · Fraile · Fuglsang · Gïdïç · Gregaard · Groezdev · Houle · G. Izagirre · J. Izagirre · Kudus · Loetsenko · Martinelli · Natarov · Perry · Piccolo tot 31 mei · Pronskïÿ · Rodríguez · Romo · Sánchez · Sobrero · Stalnov · Tejada · Vlasov · Zacharov
Basso · Battistella · Boaro · Broesenski · Conti · de Bod · de la Cruz · Dombrowski · Fjodorov · Felline · Gazzoli (tot 10/8) · Gïdïç · Groezdev · Henao (tot 31/07) · López · Loetsenko · Martinelli · Moscon · Natarov · A. Nibali · V. Nibali · Nurlykhassym · Pronskïÿ · Raboesjenka · Romo · Scaroni (vanaf 28/07) · Tejada · Velasco · Zacharov · Zejts · Chzhan (stagiair) · Syritsa (stagiair)
Basso · Battistella · Boaro · Bol · Broesenski · Cavendish · Chzhan · de la Cruz · Dombrowski · Fjodorov · Felline · Garofoli · Gïdïç · Groezdev · Laas · Loetsenko · Martinelli · Moscon · Natarov · Nibali · Nurlykhassym · Pronskïÿ · Raboesjenka · Romo · Sánchez · Scaroni · Syritsa · Tejada · Velasco · Zejts
Ballerini · Battistella · Bettiol (vanf 15/8) · Bol · Brusenskii · Cavendish · Charmig · Fjodorov · Fortunato · Garofoli · Gazzoli · Giditş · Groezdev · Kanter · Koezmin · López · Loetsenko · Maroechin · Mulubrhan · Mørkøv · Pronskii · Scaroni · Schelling · Selig · Syritsa · Tejada · Tsjzjan · Umba · Velasco · Vinokoerov · Goyo (stagiair) · Smirnov (stagiair) · Trezise (stagiair)